# Chenopodium pueblense
Chenopodium pueblense là loài thực vật có hoa thuộc họ Dền. Loài này được H.S.Reed mô tả khoa học đầu tiên năm 1950.